# عبيد بن أبي عبيد
عبيد بن أبي عبيد الأنصاري صحابي جليل من بني عمرو بن عوف من الأوس من الأنصار شهد مع النبي محمد ﷺ غزوة بدر وغزوة أحد وغزوة الخندق.